# Ларс Салливан
Дилан Майли ( англ. Dylan Miley, род. 6 июля 1988, Уэстминстер) - американский профессиональный рестлер, более известный под  рингнеймом Ларс Салливан. В настоящее время подписал контракт с промоушеном профессионального рестлинга WWE.
В 2013 году Салливан вошёл в профессиональный рестлинг, после подписания контракта с WWE, проведя несколько лет обучения в подготовительном центре WWE , дебютировав на телевидении в апреле 2017 года на развивающем бренде WWE NXT. Впоследствии он был вызван на бренд Raw в апреле 2019 года,позже в том же месяце перешёл на бренд SmackDown. После пребывания в должности, из-за травм, психических проблем и всплытия его прошлых разногласий,  был освобожден в 2021 году.

## Профессиональная карьера рестлера

### WWE

#### Тренировки (2013–2017)
Майли изначально тренировался как профессиональный рестлер под руководством Бобби Лэшли, который рекомендовал его в WWE. Подписав контракт с WWE в 2013 году и к октябрю 2014 года отчитался перед Подготовительным центром WWE. Свой первый записанный матч он провёл  29 марта 2015 года, победив Маркуса Луиса в показательном матче на WrestleMania Axxess. Затем он периодически появлялся на хаус-шоу NXT в течение следующих двух лет.

#### NXT (2017–2018)
Майли дебютировал на телевидении 12 апреля 2017 года на эпизоде NXT под своим настоящим именем, объединившись с Майклом Блейзом проиграв DIY (Джонни Гаргано и Томмазо Чиампа). После матча Майли набросился на Блейза. В мае 2017 года взял рингнейм "Ларс Салливан". После нескольких подобных командных выступлений , которые привели к тому, что он атаковал своего партнёра, Салливан впервые появился в качестве одиночного исполнителя на эпизоде NXT 23 августа, атакуя Ноу Вэй Хосе перед запланированным матчем. Первый телевизионный одиночный матч и победа состоялась 6 сентября на эпизоде NXT, победив трёх джобберов в  гандикап-матче Три на один.
После нескольких недель сквош-матчей Салливан победил Кассиуса Оно на NXT TakeOver: WarGames 18 ноября 2017 года. В декабре он участвовал в турнире, чтобы определить противника для чемпиона NXT Андраде Сиена Алмаса на NXT TakeOver: Филадельфия, который выигран Джонни Гаргано. На NXT TakeOver: New Orleans 7 апреля 2018 года Салливан принял участие в лестничном матче из шести человек за североамериканское Чемпионство NXT, который выиграл Адам Коул. На эпизоде NXT от 16 мая 2018 года Салливан прервал матч между "Рикошетом" и "Вильветином Дрим", атаковав обоих; на следующей неделе он победил обоих в гандикап матче. Салливан выступая в своём последнем матче на NXT 16 июня 2018 года на NXT TakeOver: Chicago II, безуспешно бросив вызов чемпиону NXT Алистеру Блэку; проигрыш ознаменовал его первое телевизионное поражение в NXT.

#### Основной ростер (2018 - 2021)
В ноябре 2018 года начали выходить в эфир виньетки для дебюта основного ростера Салливана как на Raw, так и на SmackDown. 14 января 2019 года он должен был появиться в эпизоде Raw, но, как сообщается, ушёл из-за приступа тревоги.
Салливан дебютировал в основном росторе 8 апреля 2019 года на эпизоде Raw, атаковав Курта Энгла, который ушёл в отставку накануне вечером. Продвигаемый как чудовищный хилл WWE, он продолжал атаковать громких рестлеров, таких как Рей Мистерио и Харди Бойз. 16 апреля во время встряски суперзвёзд он перешёл на бренд SmackDown . Начиная враждовать с тремя членами Lucha House Party, победив их по дисквалификации в гандикап-матче  три на один на Super ShowDown 7 июня 2019 года. Во время матча-реванша с Lucha House Party 10 июня 2019 года, на эпизоде Raw, Салливан получил тяжёлую травму колена с прогнозируемым сроком восстановления от шести до девяти месяцев.
9 октября 2020 года Салливан вернулся на эпизод SmackDown , атаковав Миза, Джеффа Харди и Мэтта Риддла и Миза. На эпизоде SmackDown от 23 октября победил Коротышку Джи в своем последнем матче в стенах WWE. В январе 2021 года Майли был тихо освобожден от контракта с WWE после того, как его отстранили от  всех программ. Майли рассказал, что попросил о своем освобождении после того, как сообщил WWE, что  покончил с профессиональной борьбой из-за своих постоянных проблем с беспокойством. В интервью, проведенном Fightful 3 февраля 2021 года, Майли заявил, что он "скорее всего покончил" с профессиональным рестлином.

## В рестлинге
- Завершающие приёмы
  - Freak Accident (Belly lifting side slam a veces desde una posición elevada)
  - Running Sit-Out Powerbomb
- Коронные приёмы
  - Biel throw
  - Body avalanche
  - Delayed vertical suplex
  - Diving headbutt a veces desde la segunda cuerda
  - Falling powerslam
  - Gorilla press drop
  - Gorilla press powerslam
  - Lariat
  - Modified body slam
  - Pop-up Powerslam
- Прозвища
  - Фрик
- Музыкальные темы
  - CFO$ - Freak (сентябрь 2017- 2021) [30]

## Личная жизнь

### Cкандалы
В 2019 году Майли обвинили в том, что он в интернете ведя аккаунт на сайте Bodybuilding.com на его форуме между 2007 и 2013 годами, который Sports Illustrated описывал как произведение "множество расистских, сексистских, гомофобных и других оскорбительных постов", некоторые из которых были направлены против сотрудников WWE. Вставляя, что сообщения показали "долгую историю повторяющегося поведения" и дополнительно отметил, что некоторые из них оскорбляли иностранцев и людей с психическими расстройствами. В ответ на эти обвинения Майли заявил: "Нет никакого оправдания тем неуместным замечаниям, которые я сделал много лет назад. Они не отражают ни моих личных убеждений, ни того, кем я являюсь сегодня, и я приношу извинения всем, кого обидел." Майли был оштрафован WWE на 100 000 долларов и обязан завершить обучение деликатности. 28 декабря того же года стало известно, что Майли много лет назад снимался в гей-порнофильмах в роли Митча Беннета. После того, как видео были обнаружены, Майли немедленно удалил свой аккаунт в Twitter и приватизировал свой аккаунт в Instagram.

## Титулы и достижения
- Pro Wrestling Illustrated
  - PWI ставит под № 84 из топ 500 рестлеров  в 2018 году[35]
- Wrestling Observer Newsletter
  - 5 - зведочный матч (07.04.2018) - Против Адама Коула, против ЕС3, против Киллиана Дейна, против Рикошета, против Вильветина Дрима, в матче за Североамериканское чемпионство NXT на NXT TakeOver: New Orleans[36]